# یواس‌اس آرتور ال. بریستول (ای‌پی‌دی-۹۷)
یواس‌اس آرتور ال. بریستول (ای‌پی‌دی-۹۷) (به انگلیسی: USS Arthur L. Bristol (APD-97)) یک کشتی بود که طول آن ۳۰۶ فوت (۹۳ متر) بود. این کشتی در سال ۱۹۴۴ ساخته شد.